# Отепа
Отепа (ест. Otepää kõrgustik) благо заталасано је побрђе моренског порекла у јужном делу Естоније. Побрђе се налази југоисточно од језера Вирцјарв на територији округа Валгама, Пилвама, Тартума и Вирума. Подручје обухвата територију пречника око 40 km, односно површине од око 1.200 km2. 
Највише тачке побрђа је брдо Куцемаги (ест. Kuutsemägi) које лежи на надморској висини од 217 метара.